# فرودگاه تک‌بانده ابری ماونتن
فرودگاه تک‌بانده ابری ماونتن (به انگلیسی: Aubrey Mountain Airstrip) یک فرودگاه خصوصی است که یک باند فرود چمن دارد و طول باند آن ۵۹۴ متر است. این فرودگاه در شهر اکریدگ، اورگن کشور ایالات متحده آمریکا قرار دارد و در ارتفاع ۵۱۲ متری از سطح دریا واقع شده‌است.